# Liste der Baudenkmale in Emmerthal
In der Liste der Baudenkmale in Emmerthal sind die Baudenkmale der niedersächsischen Gemeinde Emmerthal und ihrer Ortsteile aufgelistet.

## Allgemein
In den Spalten befinden sich folgende Informationen:
- Lage: die Adresse des Baudenkmales und die geographischen Koordinaten. Kartenansicht, um Koordinaten zu setzen. In der Kartenansicht sind Baudenkmale ohne Koordinaten mit einem roten Marker dargestellt und können in der Karte gesetzt werden. Baudenkmale ohne Bild sind mit einem blauen Marker gekennzeichnet, Baudenkmale mit Bild mit einem grünen Marker.
- Bezeichnung: Bezeichnung des Baudenkmales
- Beschreibung: die Beschreibung des Baudenkmales. Unter § 3 Abs. 2 NDSchG werden Einzeldenkmale und unter § 3 Abs. 3 NDSchG Gruppen baulicher Anlagen und deren Bestandteile ausgewiesen.
- ID: die Objekt-ID des Baudenkmales
- Bild: ein Bild des Baudenkmales, ggf. zusätzlich mit einem Link zu weiteren Fotos des Baudenkmals im Medienarchiv Wikimedia Commons. Wenn man auf das Kamerasymbol klickt, können Fotos zu Baudenkmalen aus dieser Liste hochgeladen werden:

## Amelgatzen
Baudenkmale im Ortsteil Amelgatzen.
| Lage                                            | Bezeichnung              | Beschreibung                     | ID       | Bild |
| ----------------------------------------------- | ------------------------ | -------------------------------- | -------- | ---- |
| Amelgatzer Straße 10 52° 0′ 43″ N, 9° 20′ 22″ O | Zum schweren Dragoner    | Zum schweren Dragoner. Gasthaus. | 31311934 | BW   |
| Emmerstraße 5 52° 0′ 44″ N, 9° 20′ 29″ O        | Wohn-/Wirtschaftsgebäude |                                  | 31311956 | BW   |
| Emmerstraße 7 52° 0′ 43″ N, 9° 20′ 29″ O        | Wohn-/Wirtschaftsgebäude |                                  | 31311977 | BW   |
| Emmerstraße 9 52° 0′ 45″ N, 9° 20′ 29″ O        | Wohn-/Wirtschaftsgebäude |                                  | 31311998 | BW   |
| Emmerstraße 15 52° 0′ 44″ N, 9° 20′ 34″ O       | Wohnhaus                 |                                  | 31312019 | BW   |
| Emmerstraße 21 52° 0′ 45″ N, 9° 20′ 36″ O       | Wohn-/Wirtschaftsgebäude |                                  | 31312061 | BW   |
| Koppelweg 52° 0′ 39″ N, 9° 20′ 3″ O             | Kriegerdenkmal           |                                  | 31312082 | BW   |

## Bessinghausen
Baudenkmale im Ortsteil Bessinghausen.
| Lage                                              | Bezeichnung | Beschreibung | ID       | Bild |
| ------------------------------------------------- | ----------- | ------------ | -------- | ---- |
| Unter der Hasselburg 1 52° 2′ 38″ N, 9° 29′ 50″ O | Wohnhaus    |              | 31312103 | BW   |
| Zum Heyerstieg 9 52° 2′ 36″ N, 9° 29′ 52″ O       | Wohnhaus    |              | 31312139 | BW   |

## Börry
Baudenkmale im Ortsteil Börry.

### Baudenkmalgruppen

#### Ehem. Hofanlage Niederbörry 16
| Lage                                      | Bezeichnung                    | Beschreibung                                      | ID       | Bild           |
| ----------------------------------------- | ------------------------------ | ------------------------------------------------- | -------- | -------------- |
| Niederbörry 16 52° 1′ 44″ N, 9° 27′ 26″ O | Ehem. Hofanlage Niederbörry 16 | genutzt als Museum für Landtechnik und Landarbeit | 31305467 | Weitere Bilder |
| Niederbörry 16 52° 1′ 44″ N, 9° 27′ 26″ O | Nebengebäude                   |                                                   | 31312335 |                |
| Niederbörry 16 52° 1′ 45″ N, 9° 27′ 25″ O | Wohn-/Wirtschaftsgebäude       |                                                   | 31312291 |                |
| Niederbörry 16 52° 1′ 45″ N, 9° 27′ 27″ O | Scheune                        |                                                   | 31312313 |                |

#### Hofanlage Am Bach 3
| Lage                                 | Bezeichnung              | Beschreibung | ID       | Bild |
| ------------------------------------ | ------------------------ | ------------ | -------- | ---- |
| 52° 1′ 53″ N, 9° 27′ 40″ O           | Hofanlage Am Bach 3      |              | 31305456 | BW   |
| Am Bach 3 52° 1′ 52″ N, 9° 27′ 39″ O | Scheune                  |              | 31312205 | BW   |
| Am Bach 3 52° 1′ 53″ N, 9° 27′ 41″ O | Wohn-/Wirtschaftsgebäude |              | 31312181 | BW   |

#### Hofanlage Torstraße 1
| Lage                                   | Bezeichnung           | Beschreibung | ID       | Bild |
| -------------------------------------- | --------------------- | ------------ | -------- | ---- |
| 52° 1′ 59″ N, 9° 27′ 30″ O             | Hofanlage Torstraße 1 |              | 31305422 | BW   |
| Torstraße 1 52° 1′ 58″ N, 9° 27′ 30″ O | Scheune               |              | 31313077 | BW   |
| Torstraße 1 52° 1′ 58″ N, 9° 27′ 30″ O | Wirtschaftsgebäude    |              | 31313165 | BW   |
| Torstraße 1 52° 2′ 0″ N, 9° 27′ 30″ O  | Scheune               |              | 31313099 | BW   |
| Torstraße 1 52° 2′ 0″ N, 9° 27′ 31″ O  | Scheune               |              | 31313121 | BW   |
| Torstraße 1 52° 1′ 59″ N, 9° 27′ 31″ O | Stall                 |              | 31313143 | BW   |
| Torstraße 1 52° 1′ 58″ N, 9° 27′ 31″ O | Wohnhaus              |              | 31313055 | BW   |

#### Hofanlage Torstraße 2
| Lage                                   | Bezeichnung           | Beschreibung | ID       | Bild |
| -------------------------------------- | --------------------- | ------------ | -------- | ---- |
| 52° 1′ 55″ N, 9° 27′ 27″ O             | Hofanlage Torstraße 2 |              | 31305433 | BW   |
| Torstraße 2 52° 1′ 57″ N, 9° 27′ 25″ O | Mauer                 |              | 31313298 | BW   |
| Torstraße 2 52° 1′ 56″ N, 9° 27′ 27″ O | Wohnhaus              |              | 31313210 | BW   |
| Torstraße 2 52° 1′ 55″ N, 9° 27′ 26″ O | Wirtschaftsgebäude    |              | 31313232 | BW   |
| Torstraße 2 52° 1′ 54″ N, 9° 27′ 28″ O | Remise                |              | 31313276 | BW   |
| Torstraße 2 52° 1′ 56″ N, 9° 27′ 29″ O | Wirtschaftsgebäude    |              | 31313254 | BW   |

#### Jüdischer Friedhof, OT Börry
| Lage                       | Bezeichnung                  | Beschreibung               | ID       | Bild |
| -------------------------- | ---------------------------- | -------------------------- | -------- | ---- |
| 52° 1′ 59″ N, 9° 27′ 20″ O | Jüdischer Friedhof, OT Börry | Jüdischer Friedhof (Börry) | 31305610 | BW   |
| 52° 1′ 59″ N, 9° 27′ 20″ O | Jüdischer Friedhof           | Friedhof                   | 31320315 |      |

#### WWG Oberbörry 3–29, 18–22
| Lage                                    | Bezeichnung               | Beschreibung | ID       | Bild |
| --------------------------------------- | ------------------------- | ------------ | -------- | ---- |
| 52° 2′ 0″ N, 9° 27′ 50″ O               | WWG Oberbörry 3–29, 18–22 |              | 31305444 | BW   |
| Oberbörry 3 52° 1′ 58″ N, 9° 27′ 44″ O  | Wohn-/Wirtschaftsgebäude  |              | 31312441 | BW   |
| Oberbörry 5 52° 1′ 58″ N, 9° 27′ 45″ O  | Wohn-/Wirtschaftsgebäude  |              | 31312463 | BW   |
| Oberbörry 7 52° 1′ 58″ N, 9° 27′ 45″ O  | Wohnhaus                  |              | 31312486 | BW   |
| Oberbörry 9 52° 1′ 59″ N, 9° 27′ 47″ O  | Scheune                   |              | 31312530 | BW   |
| Oberbörry 11 52° 1′ 59″ N, 9° 27′ 47″ O | Wohn-/Geschäftshaus       |              | 31312552 | BW   |
| Oberbörry 13 52° 1′ 59″ N, 9° 27′ 48″ O | Wohnhaus                  |              | 31312572 | BW   |
| Oberbörry 15 52° 2′ 0″ N, 9° 27′ 49″ O  | Scheune                   |              | 31312616 | BW   |
| Oberbörry 15 52° 2′ 0″ N, 9° 27′ 50″ O  | Gasthaus                  |              | 31312594 | BW   |
| Oberbörry 17 52° 2′ 0″ N, 9° 27′ 51″ O  | Wohn-/Wirtschaftsgebäude  |              | 31312660 | BW   |
| Oberbörry 19 52° 2′ 0″ N, 9° 27′ 52″ O  | Wohn-/Wirtschaftsgebäude  |              | 31312704 | BW   |
| Oberbörry 21 52° 2′ 0″ N, 9° 27′ 53″ O  | Wohnhaus                  |              | 31312770 | BW   |
| Oberbörry 23 52° 2′ 1″ N, 9° 27′ 54″ O  | Wohnhaus                  |              | 31312814 | BW   |
| Oberbörry 25 52° 2′ 1″ N, 9° 27′ 56″ O  | Wohnhaus                  |              | 31312836 | BW   |
| Oberbörry 29 52° 2′ 1″ N, 9° 27′ 57″ O  | Wohnhaus                  |              | 31312892 | BW   |
| Oberbörry 16 52° 1′ 59″ N, 9° 27′ 50″ O | Wohn-/Wirtschaftsgebäude  |              | 31312638 | BW   |
| Oberbörry 18 52° 1′ 59″ N, 9° 27′ 51″ O | Wohn-/Wirtschaftsgebäude  |              | 31312682 | BW   |
| Oberbörry 20 52° 1′ 59″ N, 9° 27′ 52″ O | Scheune                   |              | 31312748 | BW   |
| Oberbörry 20 52° 1′ 59″ N, 9° 27′ 53″ O | Wohn-/Wirtschaftsgebäude  |              | 31312726 | BW   |

### Einzelbaudenkmale
| Lage                                           | Bezeichnung              | Beschreibung   | ID       | Bild |
| ---------------------------------------------- | ------------------------ | -------------- | -------- | ---- |
| Am Bach 1 52° 1′ 53″ N, 9° 27′ 41″ O           | Wohnhaus                 |                | 31312160 | BW   |
| Am Bach 10 52° 1′ 51″ N, 9° 27′ 32″ O          | Wohn-/Wirtschaftsgebäude |                | 31312225 | BW   |
| Am Bach 23 52° 1′ 50″ N, 9° 27′ 28″ O          | Wohnhaus                 |                | 31312246 | BW   |
| Im Ort 4 52° 1′ 55″ N, 9° 27′ 48″ O            | Scheune                  |                | 31312357 | BW   |
| Im Ort 13 52° 1′ 55″ N, 9° 27′ 50″ O           | Wohnhaus                 |                | 31312378 | BW   |
| Niederbörry 16 52° 1′ 45″ N, 9° 27′ 27″ O      | Kirche (Bauwerk)         |                | 31312270 | BW   |
| Niederbörry 24 52° 1′ 46″ N, 9° 27′ 28″ O      | Wohnhaus                 |                | 31312399 | BW   |
| L 426, km 19,008 52° 1′ 54″ N, 9° 27′ 41″ O    | Brücke ü. WL Ilse        | Brücke         | 31313034 | BW   |
| Oberbörry/Friedhof 52° 2′ 4″ N, 9° 28′ 2″ O    | Grabdenkmal              | J. W. F. Grave | 31312931 | BW   |
| Oberbörry 1 52° 1′ 59″ N, 9° 27′ 41″ O         | Scheune                  |                | 31312420 | BW   |
| Oberbörry 22 52° 2′ 0″ N, 9° 27′ 54″ O         | Wohn-/Wirtschaftsgebäude |                | 31312792 | BW   |
| Pastorenweg 52° 1′ 58″ N, 9° 27′ 52″ O         | Kirche (Bauwerk)         |                | 31312952 | BW   |
| Pastorenweg 4 52° 1′ 57″ N, 9° 27′ 54″ O       | Pfarrhaus                |                | 31312973 | BW   |
| Rhienfeld 8 52° 1′ 53″ N, 9° 28′ 4″ O          | Wohnhaus                 |                | 31312994 | BW   |
| Torstraße/Oberbörry 52° 1′ 57″ N, 9° 27′ 42″ O | Kriegerdenkmal           |                | 31313015 | BW   |
| Torstraße/Worthweg 52° 1′ 57″ N, 9° 27′ 24″ O  | Kriegerdenkmal           |                | 31313189 | BW   |
| Torstraße 11 52° 1′ 58″ N, 9° 27′ 38″ O        | Scheune                  |                | 31313318 | BW   |
| Torstraße 20 52° 1′ 57″ N, 9° 27′ 41″ O        | Wohnhaus                 |                | 31313332 | BW   |
| Torstraße 24 52° 1′ 54″ N, 9° 27′ 40″ O        | Wohnhaus                 |                | 31313353 | BW   |
| Worthweg 2 52° 1′ 56″ N, 9° 27′ 24″ O          | Wohnhaus                 |                | 31313374 | BW   |

## Brockensen
Baudenkmale im Ortsteil Brockensen.
| Lage                                           | Bezeichnung              | Beschreibung | ID       | Bild |
| ---------------------------------------------- | ------------------------ | ------------ | -------- | ---- |
| Brockenser Straße 52° 1′ 20″ N, 9° 28′ 58″ O   | Scheune                  |              | 31313395 | BW   |
| Brockenser Straße 4 52° 1′ 19″ N, 9° 28′ 59″ O | Wohn-/Wirtschaftsgebäude |              | 31313416 | BW   |
| Einbecker Straße 52° 1′ 13″ N, 9° 28′ 48″ O    | Kriegerdenkmal           |              | 31313452 | BW   |
| Einbecker Straße 4 52° 1′ 9″ N, 9° 28′ 50″ O   | Wohnhaus                 |              | 31313473 | BW   |
| Kapellenweg 1 52° 1′ 13″ N, 9° 29′ 1″ O        | Kapelle (Bauwerk)        |              | 31313494 | BW   |
| Kirchhofsbrink 2 52° 1′ 14″ N, 9° 28′ 58″ O    | Scheune                  |              | 31313530 | BW   |
| Kirchhofsbrink 4 52° 1′ 15″ N, 9° 28′ 56″ O    | Wohnhaus                 |              | 31313551 | BW   |

## Emmern
Baudenkmale im Ortsteil Emmern.

### Baudenkmalgruppe: Hofanlage Bäckerstraße
| Lage                                         | Bezeichnung              | Beschreibung | ID       | Bild |
| -------------------------------------------- | ------------------------ | ------------ | -------- | ---- |
| 52° 2′ 58″ N, 9° 22′ 45″ O                   | Hofanlage Bäckerstraße   |              | 31305277 | BW   |
| Hauptstraße 100 a 52° 2′ 58″ N, 9° 22′ 46″ O | Wohn-/Wirtschaftsgebäude |              | 31313720 | BW   |
| Hauptstraße 100 a 52° 2′ 57″ N, 9° 22′ 46″ O | Scheune                  |              | 31313742 | BW   |

### Einzelbaudenkmale
| Lage                                                     | Bezeichnung              | Beschreibung                              | ID       | Bild |
| -------------------------------------------------------- | ------------------------ | ----------------------------------------- | -------- | ---- |
| Am Hopfenbrink 5 52° 2′ 58″ N, 9° 22′ 32″ O              | Wohn-/Wirtschaftsgebäude |                                           | 31313635 | BW   |
| An der Mühle 8 52° 2′ 53″ N, 9° 22′ 39″ O                | Wohnhaus                 |                                           | 31313656 | BW   |
| Bäckerstraße 2 52° 2′ 59″ N, 9° 22′ 50″ O                | Wohn-/Wirtschaftsgebäude |                                           | 31313677 | BW   |
| Hauptstraße 103 52° 2′ 57″ N, 9° 22′ 42″ O               | Schmiede                 |                                           | 31313764 | BW   |
| In der Palze 4 52° 3′ 3″ N, 9° 22′ 45″ O                 | Scheune                  |                                           | 31313785 | BW   |
| Lindenweg 2 52° 3′ 4″ N, 9° 22′ 40″ O                    | Wohnhaus                 |                                           | 31313806 | BW   |
| Hauptstraße. (B 83, km 6,353) 52° 2′ 55″ N, 9° 22′ 50″ O | Brücke ü. WL Emmer       | Brücke (Bauwerk), zum Teil in Kirchohsen. | 31313698 | BW   |

## Esperde
Baudenkmale im Ortsteil Esperde.

### Baudenkmalgruppe: Hofanlage Ilsestraße
| Lage                                    | Bezeichnung          | Beschreibung | ID       | Bild |
| --------------------------------------- | -------------------- | ------------ | -------- | ---- |
| 52° 1′ 28″ N, 9° 30′ 49″ O              | Hofanlage Ilsestraße |              | 31305478 |      |
| Ilsestraße 2 52° 1′ 29″ N, 9° 30′ 48″ O | Scheune              |              | 31313974 |      |
| Ilsestraße 2 52° 1′ 29″ N, 9° 30′ 48″ O | Scheune              |              | 31313951 |      |
| Ilsestraße 2 52° 1′ 28″ N, 9° 30′ 48″ O | Scheune              |              | 31313996 |      |
| Ilsestraße 2 52° 1′ 27″ N, 9° 30′ 49″ O | Wohnhaus             |              | 31313909 |      |
| Ilsestraße 2 52° 1′ 27″ N, 9° 30′ 51″ O | Stall                |              | 31313929 |      |

### Einzelbaudenkmale
| Lage                                       | Bezeichnung              | Beschreibung              | ID       | Bild |
| ------------------------------------------ | ------------------------ | ------------------------- | -------- | ---- |
| Große Straße 10 52° 1′ 31″ N, 9° 30′ 46″ O | Wohn-/Wirtschaftsgebäude |                           | 31313827 |      |
| Große Straße 12 52° 1′ 30″ N, 9° 30′ 45″ O | Zur alten Post           | Gasthaus. Zur alten Post. | 31313848 |      |
| Hohler Weg 2 52° 1′ 38″ N, 9° 30′ 46″ O    | Kirche (Bauwerk)         |                           | 31313869 |      |
| Hohler Weg 8 52° 1′ 40″ N, 9° 30′ 42″ O    | Wohnhaus                 |                           | 31313890 |      |
| Ilsestraße 3 52° 1′ 29″ N, 9° 30′ 51″ O    | Wohnhaus                 |                           | 31314018 |      |
| Ilsestraße 4 52° 1′ 26″ N, 9° 30′ 56″ O    | Wohnhaus                 |                           | 31314039 |      |
| Osterstraße 52° 1′ 38″ N, 9° 30′ 34″ O     | Kriegerdenkmal           |                           | 31314060 |      |
| Osterstraße 7 52° 1′ 36″ N, 9° 30′ 49″ O   | Wohn-/Wirtschaftsgebäude |                           | 31314081 |      |
| Osterstraße 8 52° 1′ 36″ N, 9° 30′ 51″ O   | Wohn-/Wirtschaftsgebäude |                           | 31314102 |      |
| K 18, km 4,826 52° 1′ 52″ N, 9° 31′ 55″ O  | Grenzstein               |                           | 31320114 |      |
| K 20, km 1,141 52° 1′ 4″ N, 9° 30′ 34″ O   | Grenzstein               |                           | 31320136 |      |

## Frenke
Baudenkmale im Ortsteil Frenke.

### Baudenkmalgruppe: Hofanlage Am Thie 4
| Lage                                 | Bezeichnung              | Beschreibung | ID       | Bild |
| ------------------------------------ | ------------------------ | ------------ | -------- | ---- |
| Am Thie 2 52° 1′ 0″ N, 9° 26′ 46″ O  | Wohnhaus                 |              | 31314123 | BW   |
| 52° 0′ 58″ N, 9° 26′ 45″ O           | Hofanlage Am Thie 4      |              | 31305400 | BW   |
| Am Thie 2 52° 0′ 58″ N, 9° 26′ 45″ O | Scheune                  |              | 31314145 | BW   |
| Am Thie 4 52° 0′ 57″ N, 9° 26′ 44″ O | Wohn-/Wirtschaftsgebäude |              | 31314167 | BW   |
| Am Thie 4 52° 0′ 58″ N, 9° 26′ 44″ O | Scheune                  |              | 31314189 | BW   |

### Einzelbaudenkmale
| Lage                                       | Bezeichnung              | Beschreibung      | ID       | Bild |
| ------------------------------------------ | ------------------------ | ----------------- | -------- | ---- |
| Am Thie 7 52° 0′ 56″ N, 9° 26′ 44″ O       | Scheune                  |                   | 31314211 | BW   |
| Burgstraße 1 52° 1′ 0″ N, 9° 26′ 47″ O     | Wohn-/Wirtschaftsgebäude |                   | 31314232 | BW   |
| Burgstraße 5 52° 1′ 3″ N, 9° 26′ 51″ O     | Wohn-/Wirtschaftsgebäude |                   | 31314253 | BW   |
| Frankestraße 1 52° 1′ 0″ N, 9° 26′ 49″ O   | Wohnhaus                 |                   | 31314274 | BW   |
| Frankestraße 4 52° 0′ 59″ N, 9° 26′ 49″ O  | Kapelle (Bauwerk)        | Kapelle (Bauwerk) | 31314295 | BW   |
| Frankestraße 5 52° 0′ 59″ N, 9° 26′ 53″ O  | Wohn-/Wirtschaftsgebäude |                   | 31314317 | BW   |
| Frankestraße 6 52° 0′ 58″ N, 9° 26′ 49″ O  | Wohn-/Wirtschaftsgebäude |                   | 31314338 | BW   |
| Frankestraße 16 52° 0′ 56″ N, 9° 26′ 57″ O | Wohnhaus                 |                   | 31314374 | BW   |

## Grohnde
Baudenkmale im Ortsteil Grohnde.

### Baudenkmalgruppen

#### Hofanlage Bahnhofstraße 8/10
| Lage                                      | Bezeichnung                  | Beschreibung | ID       | Bild |
| ----------------------------------------- | ---------------------------- | ------------ | -------- | ---- |
| 52° 1′ 6″ N, 9° 25′ 2″ O                  | Hofanlage Bahnhofstraße 8/10 |              | 31305378 | BW   |
| Bahnhofstraße 8 52° 1′ 7″ N, 9° 25′ 4″ O  | Wohnhaus                     |              | 31314431 | BW   |
| Bahnhofstraße 10 52° 1′ 7″ N, 9° 25′ 2″ O | Scheune                      |              | 31314521 | BW   |
| Bahnhofstraße 10 52° 1′ 7″ N, 9° 25′ 2″ O | Scheune                      |              | 31314496 | BW   |
| Bahnhofstraße 10 52° 1′ 6″ N, 9° 25′ 1″ O | Stall                        |              | 31314545 | BW   |
| Bahnhofstraße 10 52° 1′ 6″ N, 9° 25′ 2″ O | Wohnhaus                     |              | 31314474 | BW   |

#### Hofanlage Domäne Grohnde
| Lage                                        | Bezeichnung              | Beschreibung                                 | ID       | Bild           |
| ------------------------------------------- | ------------------------ | -------------------------------------------- | -------- | -------------- |
| 52° 1′ 14″ N, 9° 25′ 17″ O                  | Hofanlage Domäne Grohnde |                                              | 31305389 | Weitere Bilder |
| Weserstraße 20 52° 1′ 6″ N, 9° 25′ 17″ O    | Einfriedungsmauern       | Einfriedungsmauern                           | 31315382 | BW             |
| Weserstraße 20 52° 1′ 6″ N, 9° 25′ 19″ O    | Pächterwohnhaus          | Pächterwohnhaus = Herrenhaus Schloss Grohnde | 31315345 |                |
| Weserstraße 20 52° 1′ 2″ N, 9° 25′ 23″ O    | Park                     | Park                                         | 31315365 | BW             |
| Weserstraße 20 52° 1′ 7″ N, 9° 25′ 17″ O    | Invent. Nr. 4            | Geräteschuppen                               | 31315325 | BW             |
| Weserstraße 20 52° 1′ 8″ N, 9° 25′ 19″ O    | Invent. Nr. 5, 6         | Stall                                        | 31315226 | BW             |
| Weserstraße 24 52° 1′ 8″ N, 9° 25′ 22″ O    | Invent. Nr. 8            | Speicher (Bauwerk)                           | 31315246 | BW             |
| Weserstraße 20 52° 1′ 7″ N, 9° 25′ 23″ O    | Invent. Nr. 9            | Schmiede                                     | 31315305 | BW             |
| Weserstraße 20 52° 1′ 7″ N, 9° 25′ 22″ O    | Invent. Nr. 10           | Nebengebäude                                 | 31315285 | BW             |
| Forststraße 1 52° 1′ 16″ N, 9° 25′ 11″ O    | Doppelwohnhaus           | Doppelwohnhaus                               | 31314627 | BW             |
| Forststraße 3 52° 1′ 15″ N, 9° 25′ 11″ O    | Invent. Nr. 17           | Wohnhaus                                     | 31314645 | BW             |
| Ohsener Straße 2 52° 1′ 21″ N, 9° 25′ 9″ O  | Mauer                    |                                              | 31314984 | BW             |
| Ohsener Straße 2 52° 1′ 18″ N, 9° 25′ 13″ O | Invent. Nr. 20           | Stall                                        | 31314860 | BW             |
| Ohsener Straße 2 52° 1′ 18″ N, 9° 25′ 10″ O | Invent. Nr. 21           | Stall                                        | 31314964 | BW             |
| Ohsener Straße 2 52° 1′ 19″ N, 9° 25′ 10″ O | Invent. Nr. 22           | Wohnhaus                                     | 31314837 | BW             |
| Ohsener Straße 2 52° 1′ 20″ N, 9° 25′ 9″ O  | Invent. Nr. 23           | Stall                                        | 31314944 | BW             |
| Ohsener Straße 2 52° 1′ 20″ N, 9° 25′ 10″ O | Invent. Nr. 24           | Scheune                                      | 31314904 | BW             |
| Ohsener Straße 2 52° 1′ 22″ N, 9° 25′ 12″ O | Invent. Nr. 26           | Stall                                        | 31314882 | BW             |
| Weserstraße 22 52° 1′ 9″ N, 9° 25′ 22″ O    | Invent. Nr. 47           | Wohnhaus                                     | 31315399 | BW             |
| Weserstraße 22 52° 1′ 9″ N, 9° 25′ 22″ O    | Invent. Nr. 48           | Stall                                        | 31315419 | BW             |

### Einzelbaudenkmale
| Lage                                         | Bezeichnung              | Beschreibung          | ID       | Bild           |
| -------------------------------------------- | ------------------------ | --------------------- | -------- | -------------- |
| Am Park 3 52° 1′ 7″ N, 9° 25′ 16″ O          | Wohnhaus                 |                       | 31314395 | BW             |
| Bahnhofstraße 9 52° 1′ 5″ N, 9° 25′ 4″ O     | Wohnhaus                 |                       | 31314453 | BW             |
| Bahnhofstraße 13 52° 1′ 5″ N, 9° 25′ 1″ O    | Wohn-/Wirtschaftsgebäude |                       | 31314567 | BW             |
| Grohnder Straße 52° 1′ 9″ N, 9° 25′ 8″ O     | Kirche (Bauwerk)         | Philipp-Spitta-Kirche | 31314774 | Weitere Bilder |
| Grohnder Straße 4 52° 1′ 6″ N, 9° 25′ 12″ O  | Wohn-/Wirtschaftsgebäude |                       | 31314795 | BW             |
| Grohnder Straße 44 52° 1′ 19″ N, 9° 25′ 7″ O | Schule                   | Schule                | 31314816 | BW             |
| Patweg 1 52° 1′ 4″ N, 9° 25′ 12″ O           | Wohn-/Wirtschaftsgebäude |                       | 31315002 | BW             |
| Weserstraße 1 52° 1′ 9″ N, 9° 25′ 12″ O      | Wohn-/Wirtschaftsgebäude |                       | 31315038 | BW             |
| Weserstraße 2 52° 1′ 8″ N, 9° 25′ 12″ O      | Wohnhaus                 |                       | 31315059 | BW             |
| Weserstraße 3 52° 1′ 9″ N, 9° 25′ 13″ O      | Wohnhaus                 |                       | 31315080 | BW             |
| Weserstraße 5 52° 1′ 10″ N, 9° 25′ 15″ O     | Wohn-/Wirtschaftsgebäude |                       | 31315101 | BW             |
| Weserstraße 10 52° 1′ 9″ N, 9° 25′ 17″ O     | Wohnhaus                 |                       | 31315122 | BW             |
| Weserstraße 11 52° 1′ 11″ N, 9° 25′ 17″ O    | Scheune                  |                       | 31315143 | BW             |
| Weserstraße 12 52° 1′ 9″ N, 9° 25′ 18″ O     | Wohn-/Wirtschaftsgebäude |                       | 31315164 | BW             |
| Weserstraße 13 52° 1′ 10″ N, 9° 25′ 18″ O    | Forstamt                 |                       | 31315185 | BW             |
| B 83, km 42,820 52° 0′ 37″ N, 9° 25′ 26″ O   | Sog. Geisstein           | Memorialstein         | 31320028 | BW             |

## Hagenohsen
Baudenkmale im Ortsteil Hagenohsen.

### Baudenkmalgruppen

#### Domäne Ohsen (ehem. Burg)
| Lage                                            | Bezeichnung               | Beschreibung       | ID       | Bild           |
| ----------------------------------------------- | ------------------------- | ------------------ | -------- | -------------- |
| 52° 3′ 6″ N, 9° 23′ 37″ O                       | Domäne Ohsen (ehem. Burg) | Burg Ohsen         | 31305299 | Weitere Bilder |
| Hagenohsener Straße 1 52° 3′ 5″ N, 9° 23′ 39″ O | Domäne Ohsen (ehem. Burg) | Burg. Domäne Ohsen | 31315460 | BW             |
| Hagenohsener Straße 1 52° 3′ 5″ N, 9° 23′ 37″ O | Domäne Ohsen              | Turm (Bauwerk)     | 31315480 |                |

#### Hagenohsener Straße 12 und 13, Wohnhäuser
| Lage                                             | Bezeichnung                               | Beschreibung | ID       | Bild |
| ------------------------------------------------ | ----------------------------------------- | ------------ | -------- | ---- |
| 52° 3′ 4″ N, 9° 23′ 52″ O                        | Hagenohsener Straße 12 und 13, Wohnhäuser |              | 38285210 | BW   |
| Hagenohsener Straße 12 52° 3′ 4″ N, 9° 23′ 51″ O | Wohnhaus                                  | Wohnhaus     | 31315544 | BW   |
| Hagenohsener Straße 13 52° 3′ 4″ N, 9° 23′ 52″ O | Wohnhaus                                  | Wohnhaus     | 31315565 | BW   |

#### Wohnh. m. Nebengeb. Hastenbecker W.
| Lage                                          | Bezeichnung                         | Beschreibung | ID       | Bild |
| --------------------------------------------- | ----------------------------------- | ------------ | -------- | ---- |
| 52° 3′ 16″ N, 9° 23′ 45″ O                    | Wohnh. m. Nebengeb. Hastenbecker W. |              | 31305310 | BW   |
| Hastenbecker Weg 5 52° 3′ 16″ N, 9° 23′ 45″ O | Wohnhaus                            |              | 31315715 | BW   |
| Hastenbecker Weg 5 52° 3′ 16″ N, 9° 23′ 44″ O | Stall                               |              | 31315735 | BW   |

#### Hofanlage, ehem., Hauptstraße 15
| Lage                                             | Bezeichnung                      | Beschreibung             | ID       | Bild |
| ------------------------------------------------ | -------------------------------- | ------------------------ | -------- | ---- |
| 52° 3′ 3″ N, 9° 23′ 54″ O                        | Hofanlage, ehem., Hauptstraße 15 |                          | 31305288 | BW   |
| Hagenohsener Straße 15 52° 3′ 3″ N, 9° 23′ 53″ O | Wohn-/Wirtschaftsgebäude         | Wohn-/Wirtschaftsgebäude | 31315607 | BW   |
| Hagenohsener Straße 15 52° 3′ 3″ N, 9° 23′ 53″ O | Stall                            | Stall                    | 31315629 | BW   |
| Hagenohsener Straße 15 52° 3′ 3″ N, 9° 23′ 53″ O | Keller                           | Keller                   | 31315651 | BW   |

#### Hofanlage Vorwerk Ohsen
| Lage                                     | Bezeichnung                  | Beschreibung | ID       | Bild |
| ---------------------------------------- | ---------------------------- | ------------ | -------- | ---- |
| 52° 3′ 33″ N, 9° 25′ 10″ O               | Hofanlage Vorwerk Ohsen      |              | 31305489 | BW   |
| Vorwerk Ohsen 52° 3′ 32″ N, 9° 25′ 10″ O | Deputatistenhaus, Inv.-Nr. 1 | Wohnhaus     | 31319482 | BW   |
| Vorwerk Ohsen 52° 3′ 34″ N, 9° 25′ 10″ O | Invent. Nr. 2                | Stall        | 31319502 | BW   |
| Vorwerk Ohsen 52° 3′ 31″ N, 9° 25′ 11″ O | Invent. Nr. 3                | Stall        | 31319522 | BW   |
| Vorwerk Ohsen 52° 3′ 33″ N, 9° 25′ 12″ O | Invent. Nr. 6                | Scheune      | 31319542 | BW   |
| Vorwerk Ohsen 52° 3′ 36″ N, 9° 25′ 8″ O  | Invent. Nr. 11               | Backhaus     | 31319562 | BW   |

### Einzelbaudenkmale
| Lage                                              | Bezeichnung                                        | Beschreibung | ID       | Bild |
| ------------------------------------------------- | -------------------------------------------------- | --- | -------- | ---- |
| Bückeberg 52° 3′ 4″ N, 9° 24′ 26″ O               | Wasserbehälter                                     | Wasserbehälter als Teil des Reichserntedankfestgeländes                                                                                         | 40572891 |      |
| Bückeberg 52° 3′ 2″ N, 9° 24′ 52″ O               | Wasserbehälter                                     | Wasserbehälter als Teil des Reichserntedankfestgeländes                                                                                         | 40572910 |      |
| 52° 3′ 6″ N, 9° 23′ 59″ O                         | Treppenweg                                         | Wegefläche als Teil des Reichserntedankfestgeländes                                                                                             | 40572872 |      |
| Bückebergstraße 52° 3′ 9″ N, 9° 24′ 3″ O          | Bückebergstraße                                    | Straßenverlauf als Teil des Reichserntedankfestgeländes                                                                                         | 40572852 |      |
| 52° 3′ 16″ N, 9° 24′ 5″ O                         | Reichserntedankfestgelände, ehemaliges             | Festplatz des Reichserntedankfestgeländes | 40567549 |      |
| Hagenohsener Straße 1 52° 3′ 13″ N, 9° 23′ 44″ O  | Domäne Ohsen                                       | Scheune/Stall. Domäne Ohsen | 31315502 | BW   |
| Hagenohsener Straße 1 52° 3′ 10″ N, 9° 23′ 44″ O  | Domäne Ohsen                                       | Scheune/Stall. Domäne Ohsen | 31315586 | BW   |
| Hagenohsener Straße 1 52° 3′ 9″ N, 9° 23′ 41″ O   | Verwalterwohnhaus, Wirtschaftshof der Domäne Ohsen | Verwalterwohnhaus, Wirtschaftshof der Domäne Ohsen                                                                                              | 31315523 | BW   |
| Hagenohsener Straße 22 52° 2′ 59″ N, 9° 23′ 57″ O | Wohnhaus                                           | Wohnhaus | 31315673 | BW   |
| Hastenbecker Weg 52° 3′ 22″ N, 9° 23′ 49″ O       | Friedhofskapelle                                   | Kapelle (Bauwerk) | 31315694 | BW   |
| Valentinistraße 52° 3′ 1″ N, 9° 23′ 41″ O         | Valentinibrücke                                    | Valentinibrücke. Brücke über die Weser, zum teil in Kirchohsen.                                                                                 | 31317776 | BW   |
| 52° 3′ 8″ N, 9° 23′ 17″ O                         | Weserbrücke, EÜ km ? DB Strecke 1760               | Eisenbahnbrücke, DB Strecke 1760, zum teil in Kirchohsen.                                                                                       | 31317036 | BW   |
| K 13 52° 3′ 34″ N, 9° 25′ 5″ O                    | Straße                                             | Straße. Ca. 3 km, von Kreuzung Hagenohsener Straße über Vorwerk Ohsen bis vor der Kreuzung mit der K 16 (ca. 150 m im Ortsteil Hameln-Tündern). | 40572930 | BW   |

## Hajen
Baudenkmale im Ortsteil Hajen.

### Baudenkmalgruppen

#### Hofanlage Gut v. Korff
| Lage                                      | Bezeichnung            | Beschreibung | ID       | Bild |
| ----------------------------------------- | ---------------------- | ------------ | -------- | ---- |
| 52° 0′ 1″ N, 9° 26′ 9″ O                  | Hofanlage Gut v. Korff |              | 31305555 | BW   |
| Thingstraße 20 52° 0′ 1″ N, 9° 26′ 8″ O   | Herrenhaus (Bauwerk)   |              | 31316137 | BW   |
| Thingstraße 20 52° 0′ 1″ N, 9° 26′ 7″ O   | Brunnen                |              | 31316181 | BW   |
| Thingstraße 20 51° 59′ 59″ N, 9° 26′ 2″ O | Mauer                  |              | 31316159 | BW   |

#### Kirche m. Kirchhof Thingstraße
| Lage                                       | Bezeichnung                    | Beschreibung     | ID       | Bild |
| ------------------------------------------ | ------------------------------ | ---------------- | -------- | ---- |
| 51° 59′ 56″ N, 9° 26′ 14″ O                | Kirche m. Kirchhof Thingstraße |                  | 31305511 | BW   |
| Thingstraße 51° 59′ 56″ N, 9° 26′ 14″ O    | Ev. Pfarrkirche                | Kirche (Bauwerk) | 31315922 |      |
| Thingstraße 51° 59′ 56″ N, 9° 26′ 14″ O    | Kirchhof                       |                  | 31315946 | BW   |
| Thingstraße 37 51° 59′ 57″ N, 9° 26′ 13″ O | Wohnhaus                       |                  | 31316309 | BW   |

#### Hofanlage Thingstraße 6
| Lage                                   | Bezeichnung             | Beschreibung | ID       | Bild |
| -------------------------------------- | ----------------------- | ------------ | -------- | ---- |
| 52° 0′ 8″ N, 9° 26′ 8″ O               | Hofanlage Thingstraße 6 |              | 31305533 | BW   |
| Thingstraße 6 52° 0′ 8″ N, 9° 26′ 9″ O | Wohnhaus                | Wohnhaus     | 31316006 | BW   |
| Thingstraße 6 52° 0′ 8″ N, 9° 26′ 7″ O | Backhaus                | Backhaus     | 31316050 | BW   |
| Thingstraße 6 52° 0′ 8″ N, 9° 26′ 8″ O | Scheune                 | Scheune      | 31316028 | BW   |

#### Hofanlage Thingstraße 14
| Lage                                     | Bezeichnung              | Beschreibung | ID       | Bild |
| ---------------------------------------- | ------------------------ | ------------ | -------- | ---- |
| 52° 0′ 5″ N, 9° 26′ 11″ O                | Hofanlage Thingstraße 14 |              | 31305544 | BW   |
| Thingstraße 14 52° 0′ 5″ N, 9° 26′ 11″ O | Wohnhaus                 | Wohnhaus     | 31316072 | BW   |
| Thingstraße 14 52° 0′ 5″ N, 9° 26′ 10″ O | Scheune                  | Scheune      | 31316094 | BW   |

#### Hofanlage Thingstraße 35
| Lage                                       | Bezeichnung              | Beschreibung | ID       | Bild |
| ------------------------------------------ | ------------------------ | ------------ | -------- | ---- |
| 51° 59′ 57″ N, 9° 26′ 16″ O                | Hofanlage Thingstraße 35 |              | 31305522 | BW   |
| Thingstraße 35 51° 59′ 58″ N, 9° 26′ 14″ O | Wohn-/Wirtschaftsgebäude |              | 31316222 | BW   |
| Thingstraße 35 51° 59′ 57″ N, 9° 26′ 15″ O | Nebengebäude             |              | 31316288 | BW   |
| Thingstraße 35 51° 59′ 57″ N, 9° 26′ 17″ O | nördl. Scheune           | Scheune      | 31316244 | BW   |
| Thingstraße 35 51° 59′ 57″ N, 9° 26′ 17″ O | südl. Scheune            | Scheune      | 31316266 | BW   |

#### Hofanlage Thingstraße 57
| Lage                                       | Bezeichnung              | Beschreibung | ID       | Bild |
| ------------------------------------------ | ------------------------ | ------------ | -------- | ---- |
| 51° 59′ 49″ N, 9° 26′ 12″ O                | Hofanlage Thingstraße 57 |              | 31305500 | BW   |
| Thingstraße 50 51° 59′ 49″ N, 9° 26′ 11″ O | Wohnhaus                 |              | 31316373 | BW   |
| Thingstraße 57 51° 59′ 49″ N, 9° 26′ 13″ O | Wohnhaus                 |              | 31316393 | BW   |
| Thingstraße 57 51° 59′ 48″ N, 9° 26′ 13″ O | Scheune                  |              | 31316415 | BW   |

### Einzelbaudenkmale
| Lage                                        | Bezeichnung              | Beschreibung | ID       | Bild |
| ------------------------------------------- | ------------------------ | ------------ | -------- | ---- |
| Thingstraße 1 52° 0′ 10″ N, 9° 26′ 8″ O     | Wohn-/Wirtschaftsgebäude |              | 31315964 | BW   |
| Niependoor 7 52° 0′ 9″ N, 9° 26′ 14″ O      | Wohnhaus                 |              | 31315882 | BW   |
| Helleweg 11 52° 0′ 6″ N, 9° 26′ 4″ O        | Wirtschaftsgebäude       |              | 31315798 | BW   |
| Thingstraße 17 52° 0′ 5″ N, 9° 26′ 13″ O    | Wohnhaus                 |              | 31316116 | BW   |
| Thingstraße 39 51° 59′ 56″ N, 9° 26′ 12″ O  | Wohn-/Wirtschaftsgebäude |              | 31316331 | BW   |
| Thingstraße 34 51° 59′ 56″ N, 9° 26′ 10″ O  | Wohnhaus                 |              | 31316201 | BW   |
| Herrenstraße 5 51° 59′ 56″ N, 9° 26′ 17″ O  | Pfarrhaus                |              | 31315819 | BW   |
| Herrenstraße 8 51° 59′ 55″ N, 9° 26′ 19″ O  | Wohnhaus                 |              | 31315861 | BW   |
| Thingstraße 40 51° 59′ 54″ N, 9° 26′ 10″ O  | Wohnhaus                 |              | 31316352 | BW   |
| Thingstraße 51 51° 59′ 52″ N, 9° 26′ 12″ O  | Mehrfamilienwohnhaus     | Wohnhaus     | 31315903 | BW   |
| Auf dem Jordan 6 51° 59′ 53″ N, 9° 26′ 8″ O | Wohnhaus                 |              | 31315756 | BW   |
| Heckenweg 2 51° 59′ 50″ N, 9° 26′ 9″ O      | Wohn-/Wirtschaftsgebäude |              | 31315777 | BW   |

## Hämelschenburg
Baudenkmale im Ortsteil Hämelschenburg.

### Baudenkmalgruppen

#### Hofanlage Gut v. Klencke
| Lage                                        | Bezeichnung              | Beschreibung                                 | ID       | Bild           |
| ------------------------------------------- | ------------------------ | -------------------------------------------- | -------- | -------------- |
| 52° 1′ 42″ N, 9° 20′ 38″ O                  | Hofanlage Gut v. Klencke | Schloss Hämelschenburg                       | 31305367 | Weitere Bilder |
| Schloßstraße 1 52° 1′ 45″ N, 9° 20′ 45″ O   | Mauer                    |                                              | 31316612 | Weitere Bilder |
| Schloßstraße 1 52° 1′ 44″ N, 9° 20′ 40″ O   | Toranlage                |                                              | 31320533 | Weitere Bilder |
| Schloßstraße 1 52° 1′ 41″ N, 9° 20′ 39″ O   | Kirche (Bauwerk)         | Gutskapelle, ehem.                           | 31316542 | Weitere Bilder |
| Schloßstraße 1 52° 1′ 41″ N, 9° 20′ 43″ O   | Wohnhaus                 | Wohnhaus. Gärtnerhaus                        | 31316589 | Weitere Bilder |
| Schloßstraße 1 52° 1′ 39″ N, 9° 20′ 40″ O   | Wirtschaftsgebäude       |                                              | 31316566 |                |
| Schloßstraße 1 c 52° 1′ 40″ N, 9° 20′ 44″ O | Mühle (Baukomplex)       |                                              | 31316519 | Weitere Bilder |
| Schloßstraße 2 52° 1′ 42″ N, 9° 20′ 41″ O   | Park                     |                                              | 31320009 | Weitere Bilder |
| Schloßstraße 2 52° 1′ 41″ N, 9° 20′ 38″ O   | Graftanlage              |                                              | 31316663 |                |
| Schloßstraße 2 52° 1′ 41″ N, 9° 20′ 38″ O   | Zufahrt                  | Zufahrt. Hämelschenburg                      | 31320489 |                |
| Schloßstraße 2 52° 1′ 41″ N, 9° 20′ 38″ O   | Brückentor               | Brückentor. Hämelschenburg                   | 31320509 |                |
| Schloßstraße 2 52° 1′ 40″ N, 9° 20′ 36″ O   | Schloss (Bauwerk)        | Schloss Hämelschenburg                       | 31316636 |                |
| Schloßstraße 2 52° 1′ 43″ N, 9° 20′ 26″ O   | Mausoleum                | Mausoleum, von Georg Ludwig Friedrich Laves. | 31316687 | Weitere Bilder |
| Schloßstraße 2 52° 1′ 43″ N, 9° 20′ 32″ O   | Wirtschaftsgebäude       |                                              | 31316733 |                |
| Schloßstraße 2 a 52° 1′ 44″ N, 9° 20′ 35″ O | Gasthaus                 | Gasthaus. Schloßschänke                      | 31316710 |                |
| Rampenweg 1 52° 1′ 45″ N, 9° 20′ 37″ O      | Wohnhaus                 | Wohnhaus. Verwalterhaus, ehem.               | 31316475 |                |

#### Wohnhäuser Schloßstraße 4–24
| Lage                                       | Bezeichnung                  | Beschreibung | ID       | Bild |
| ------------------------------------------ | ---------------------------- | ------------ | -------- | ---- |
| 52° 1′ 36″ N, 9° 20′ 35″ O                 | Wohnhäuser Schloßstraße 4–24 |              | 31305355 |      |
| Schloßstraße 4 52° 1′ 39″ N, 9° 20′ 36″ O  | Gasthaus                     |              | 31316756 |      |
| Schloßstraße 6 52° 1′ 38″ N, 9° 20′ 36″ O  | Wohnhaus                     |              | 31316778 |      |
| Schloßstraße 8 52° 1′ 38″ N, 9° 20′ 35″ O  | Wohn-/Wirtschaftsgebäude     |              | 31316800 |      |
| Schloßstraße 10 52° 1′ 38″ N, 9° 20′ 35″ O | Wohn-/Wirtschaftsgebäude     |              | 31316822 |      |
| Schloßstraße 12 52° 1′ 37″ N, 9° 20′ 35″ O | Wohn-/Wirtschaftsgebäude     |              | 31316844 |      |
| Schloßstraße 14 52° 1′ 37″ N, 9° 20′ 35″ O | Wohn-/Wirtschaftsgebäude     |              | 31316866 |      |
| Schloßstraße 16 52° 1′ 36″ N, 9° 20′ 35″ O | Wohn-/Wirtschaftsgebäude     |              | 31316888 |      |
| Schloßstraße 18 52° 1′ 36″ N, 9° 20′ 34″ O | Wohn-/Wirtschaftsgebäude     |              | 31316910 |      |
| Schloßstraße 20 52° 1′ 35″ N, 9° 20′ 35″ O | Wohnhaus                     |              | 31316932 |      |
| Schloßstraße 22 52° 1′ 35″ N, 9° 20′ 35″ O | Wohnhaus                     |              | 31316974 |      |
| Schloßstraße 22 52° 1′ 34″ N, 9° 20′ 34″ O | Scheune                      |              | 31316952 |      |
| Schloßstraße 24 52° 1′ 34″ N, 9° 20′ 34″ O | Pfarrhaus                    |              | 31316994 |      |

### Einzelbaudenkmale
| Lage                                                  | Bezeichnung        | Beschreibung | ID       | Bild           |
| ----------------------------------------------------- | ------------------ | ------------ | -------- | -------------- |
| Hämelschenburger Straße 7 52° 1′ 35″ N, 9° 20′ 37″ O  | Wohnhaus           |              | 31316437 |                |
| Hämelschenburger Straße 7 52° 1′ 35″ N, 9° 20′ 38″ O  | Brunnen            |              | 31320555 | Weitere Bilder |
| Hämelschenburger Straße 13 52° 1′ 33″ N, 9° 20′ 36″ O | Schule             |              | 31316454 |                |
| Schloßstraße (Friedhof) 52° 1′ 31″ N, 9° 20′ 32″ O    | W. Beddies         | Grabdenkmal  | 31316498 |                |
| Schloßstraße (Friedhof) 52° 1′ 32″ N, 9° 20′ 32″ O    | Gusseisernes Kreuz | Grabkreuz    | 31317017 |                |

## Kirchohsen
Baudenkmale im Ortsteil Kirchohsen.

### Baudenkmalgruppen

#### Hofanlage Auf dem Risch 3
| Lage                                       | Bezeichnung               | Beschreibung | ID       | Bild |
| ------------------------------------------ | ------------------------- | ------------ | -------- | ---- |
| 52° 2′ 49″ N, 9° 22′ 45″ O                 | Hofanlage Auf dem Risch 3 |              | 31305266 | BW   |
| Auf dem Risch 3 52° 2′ 49″ N, 9° 22′ 46″ O | Wohnhaus                  |              | 31317056 | BW   |
| Auf dem Risch 3 52° 2′ 50″ N, 9° 22′ 44″ O | Wohnhaus                  |              | 31317076 | BW   |
| Auf dem Risch 3 52° 2′ 50″ N, 9° 22′ 45″ O | Scheune                   |              | 31317099 | BW   |
| Auf dem Risch 3 52° 2′ 50″ N, 9° 22′ 46″ O | Scheune                   |              | 31317121 | BW   |

#### Kirche m. Kirchhof Hauptstraße
| Lage                                      | Bezeichnung                    | Beschreibung | ID       | Bild           |
| ----------------------------------------- | ------------------------------ | ------------ | -------- | -------------- |
| 52° 2′ 53″ N, 9° 23′ 33″ O                | Kirche m. Kirchhof Hauptstraße |              | 31305244 | Weitere Bilder |
| Hauptstraße 52° 2′ 53″ N, 9° 23′ 32″ O    | Kirche (Bauwerk)               |              | 31317188 |                |
| Hauptstraße 52° 2′ 53″ N, 9° 23′ 32″ O    | Kirchhof                       |              | 31317212 |                |
| Hauptstraße 52° 2′ 52″ N, 9° 23′ 32″ O    | Kriegerdenkmal                 |              | 31317167 | BW             |
| Hauptstraße 52° 2′ 54″ N, 9° 23′ 34″ O    | Mauer                          |              | 31317253 | BW             |
| Hauptstraße 46 52° 2′ 52″ N, 9° 23′ 33″ O | Pfarrhaus                      |              | 31317645 | BW             |
| Hauptstraße 44 52° 2′ 52″ N, 9° 23′ 34″ O | Wohnhaus                       |              | 31317623 | BW             |

#### Wohngebäude Hauptstraße 15–33
| Lage                                      | Bezeichnung                   | Beschreibung        | ID       | Bild |
| ----------------------------------------- | ----------------------------- | ------------------- | -------- | ---- |
| 52° 2′ 49″ N, 9° 23′ 37″ O                | Wohngebäude Hauptstraße 15–33 |                     | 31305233 | BW   |
| Hauptstraße 15 52° 2′ 47″ N, 9° 23′ 45″ O | Wohnhaus                      |                     | 31317273 | BW   |
| Hauptstraße 15 52° 2′ 47″ N, 9° 23′ 43″ O | Scheune                       |                     | 31317295 | BW   |
| Hauptstraße 17 52° 2′ 47″ N, 9° 23′ 42″ O | Scheune                       |                     | 31317358 | BW   |
| Hauptstraße 17 52° 2′ 48″ N, 9° 23′ 40″ O | Wohnhaus                      |                     | 31317336 | BW   |
| Hauptstraße 19 52° 2′ 48″ N, 9° 23′ 39″ O | Scheune                       |                     | 31317402 | BW   |
| Hauptstraße 19 52° 2′ 49″ N, 9° 23′ 37″ O | Wohnhaus                      |                     | 31317380 | BW   |
| Hauptstraße 23 52° 2′ 49″ N, 9° 23′ 36″ O | Zur Krone                     | Gasthaus. Zur Krone | 31317424 | BW   |
| Hauptstraße 25 52° 2′ 50″ N, 9° 23′ 35″ O | Wohnhaus                      |                     | 31317467 | BW   |
| Hauptstraße 27 52° 2′ 50″ N, 9° 23′ 34″ O | Wohnhaus                      |                     | 31317510 | BW   |
| Hauptstraße 27 52° 2′ 50″ N, 9° 23′ 33″ O | Scheune                       |                     | 31317534 | BW   |
| Hauptstraße 29 52° 2′ 50″ N, 9° 23′ 33″ O | Wohnhaus                      |                     | 31317557 | BW   |
| Hauptstraße 31 52° 2′ 50″ N, 9° 23′ 32″ O | Wohnhaus                      |                     | 31317579 | BW   |
| Hauptstraße 33 52° 2′ 51″ N, 9° 23′ 30″ O | Wohnhaus                      |                     | 31317601 | BW   |

#### Hofanlage Reherstraße 6/8
| Lage                                     | Bezeichnung               | Beschreibung | ID       | Bild |
| ---------------------------------------- | ------------------------- | ------------ | -------- | ---- |
| 52° 2′ 44″ N, 9° 23′ 35″ O               | Hofanlage Reherstraße 6/8 |              | 31305322 | BW   |
| Reherstraße 6 52° 2′ 44″ N, 9° 23′ 36″ O | Wohnhaus                  |              | 31317666 | BW   |

#### Hofanlage, ehem. Valentinistraße
| Lage                       | Bezeichnung                      | Beschreibung | ID       | Bild |
| -------------------------- | -------------------------------- | ------------ | -------- | ---- |
| 52° 2′ 57″ N, 9° 23′ 40″ O | Hofanlage, ehem. Valentinistraße |              | 31305255 | BW   |

### Einzelbaudenkmale
| Lage                                                     | Bezeichnung                          | Beschreibung                                                    | ID       | Bild           |
| -------------------------------------------------------- | ------------------------------------ | --------------------------------------------------------------- | -------- | -------------- |
| Am Bahnhof 4 52° 2′ 48″ N, 9° 22′ 59″ O                  | Bahnhof Emmerthal                    | Empfangsgebäude                                                 | 31313614 | Weitere Bilder |
| Hauptstraße 52° 2′ 40″ N, 9° 24′ 3″ O                    | Friedhofskapelle                     | Kapelle (Bauwerk)                                               | 31317232 | BW             |
| Hauptstraße 16 52° 2′ 47″ N, 9° 23′ 48″ O                | Wohnhaus                             |                                                                 | 31317317 | BW             |
| Hauptstraße 24 52° 2′ 48″ N, 9° 23′ 44″ O                | Wohnhaus                             |                                                                 | 31317446 | BW             |
| Hauptstraße 26 52° 2′ 49″ N, 9° 23′ 42″ O                | Doppelwohnhaus                       |                                                                 | 31317489 | BW             |
| Hauptstraße. (B 83, km 6,353) 52° 2′ 55″ N, 9° 22′ 50″ O | Brücke ü. WL Emmer                   | Brücke (Bauwerk), zum Teil in Emmern.                           | 31313698 | BW             |
| Reherstraße 14 52° 2′ 41″ N, 9° 23′ 33″ O                | Wohn-/Wirtschaftsgebäude             |                                                                 | 31317754 | BW             |
| Valentinistraße 9 52° 2′ 54″ N, 9° 23′ 39″ O             | Wohnhaus                             |                                                                 | 31317797 | BW             |
| Valentinistraße 10 52° 2′ 53″ N, 9° 23′ 45″ O            | Wohnhaus                             |                                                                 | 31317818 | BW             |
| Valentinistraße 18 a 52° 2′ 54″ N, 9° 23′ 40″ O          | Wohnhaus                             |                                                                 | 31317839 | BW             |
| Valentinistraße 20 a 52° 2′ 56″ N, 9° 23′ 40″ O          | Wohnhaus                             |                                                                 | 31317905 | BW             |
| Valentinistraße 52° 3′ 1″ N, 9° 23′ 41″ O                | Valentinibrücke                      | Valentinibrücke. Brücke über die Weser, zum teil in Hagenohsen. | 31317776 | BW             |
| 52° 3′ 8″ N, 9° 23′ 17″ O                                | Weserbrücke, EÜ km ? DB Strecke 1760 | Eisenbahnbrücke, DB Strecke 1760, zum teil in Hagenohsen.       | 31317036 | BW             |

## Latferde
Baudenkmale im Ortsteil Latferde.

### Baudenkmalgruppen

#### Hofanlage Börryer Straße
| Lage                                       | Bezeichnung              | Beschreibung | ID       | Bild |
| ------------------------------------------ | ------------------------ | ------------ | -------- | ---- |
| 52° 2′ 0″ N, 9° 25′ 55″ O                  | Hofanlage Börryer Straße |              | 31305566 | BW   |
| Börryer Straße 9 52° 2′ 0″ N, 9° 25′ 54″ O | Wohnhaus                 |              | 31318086 | BW   |
| Börryer Straße 9 52° 2′ 1″ N, 9° 25′ 55″ O | Stall                    |              | 31318132 | BW   |
| Börryer Straße 9 52° 2′ 0″ N, 9° 25′ 56″ O | Scheune                  |              | 31318110 | BW   |

#### Hofanl. Hajener Str./Börryer Str.
| Lage                                         | Bezeichnung                       | Beschreibung | ID       | Bild |
| -------------------------------------------- | --------------------------------- | ------------ | -------- | ---- |
| 52° 1′ 59″ N, 9° 25′ 48″ O                   | Hofanl. Hajener Str./Börryer Str. |              | 31305577 | BW   |
| Börryer Straße 2 52° 2′ 3″ N, 9° 25′ 44″ O   | Wohnhaus                          |              | 31317941 | BW   |
| Börryer Straße 2 52° 2′ 1″ N, 9° 25′ 45″ O   | Scheune                           |              | 31317963 | BW   |
| Börryer Straße 4 52° 2′ 1″ N, 9° 25′ 46″ O   | Wohn-/Wirtschaftsgebäude          |              | 31317985 | BW   |
| Börryer Straße 6 52° 2′ 0″ N, 9° 25′ 46″ O   | Scheune                           |              | 31318051 | BW   |
| Börryer Straße 6 52° 2′ 0″ N, 9° 25′ 47″ O   | Wohn-/Wirtschaftsgebäude          |              | 31318007 | BW   |
| Börryer Straße 6 52° 2′ 0″ N, 9° 25′ 47″ O   | Scheune                           |              | 31318029 | BW   |
| Hajener Straße 4 52° 1′ 59″ N, 9° 25′ 48″ O  | Wohnhaus                          |              | 31318194 | BW   |
| Hajener Straße 6 52° 1′ 58″ N, 9° 25′ 49″ O  | Wohnhaus                          |              | 31318216 | BW   |
| Hajener Straße 8 52° 1′ 58″ N, 9° 25′ 49″ O  | Wohnhaus                          |              | 31318238 | BW   |
| Klippenweg 1 52° 1′ 57″ N, 9° 25′ 50″ O      | Wohnhaus                          |              | 31318480 | BW   |
| Hajener Straße 10 52° 1′ 57″ N, 9° 25′ 50″ O | Wohnhaus                          |              | 31318260 | BW   |
| Hajener Straße 12 52° 1′ 57″ N, 9° 25′ 51″ O | Scheune                           |              | 31318304 | BW   |
| Hajener Straße 12 52° 1′ 56″ N, 9° 25′ 51″ O | Wohnhaus                          |              | 31318282 | BW   |
| Hajener Straße 14 52° 1′ 56″ N, 9° 25′ 51″ O | Wohnhaus                          |              | 31318348 | BW   |

#### Ehem. Hofanlage Hajener Straße 20
| Lage                                         | Bezeichnung                       | Beschreibung | ID       | Bild |
| -------------------------------------------- | --------------------------------- | ------------ | -------- | ---- |
| 52° 1′ 53″ N, 9° 25′ 54″ O                   | Ehem. Hofanlage Hajener Straße 20 |              | 31305588 | BW   |
| Hajener Straße 20 52° 1′ 53″ N, 9° 25′ 54″ O | Wohn-/Wirtschaftsgebäude          |              | 31318370 | BW   |
| Hajener Straße 20 52° 1′ 53″ N, 9° 25′ 53″ O | Scheune                           |              | 31318392 | BW   |

#### Hofanlage Hajener Straße 24
| Lage                                         | Bezeichnung                 | Beschreibung | ID       | Bild |
| -------------------------------------------- | --------------------------- | ------------ | -------- | ---- |
| 52° 1′ 52″ N, 9° 25′ 54″ O                   | Hofanlage Hajener Straße 24 |              | 31305599 | BW   |
| Hajener Straße 24 52° 1′ 52″ N, 9° 25′ 54″ O | Wirtschaftsgebäude          |              | 31318436 | BW   |
| Hajener Straße 24 52° 1′ 51″ N, 9° 25′ 53″ O | Wohnhaus                    |              | 31318414 | BW   |
| Hajener Straße 24 52° 1′ 51″ N, 9° 25′ 55″ O | Wirtschaftsgebäude          |              | 31318458 | BW   |

### Einzelbaudenkmale
| Lage                                         | Bezeichnung              | Beschreibung      | ID       | Bild |
| -------------------------------------------- | ------------------------ | ----------------- | -------- | ---- |
| Börryer Straße 10 52° 1′ 59″ N, 9° 25′ 52″ O | Wohn-/Wirtschaftsgebäude |                   | 31318154 | BW   |
| Hajener Straße 1 52° 1′ 59″ N, 9° 25′ 50″ O  | Kapelle (Bauwerk)        | Kapelle (Bauwerk) | 31318175 | BW   |
| Hellweg 52° 2′ 6″ N, 9° 25′ 42″ O            | Wegweiser                |                   | 40573001 | BW   |
| Reuterkamp 52° 1′ 42″ N, 9° 25′ 59″ O        | A. M. C. Heuer           | Grabdenkmal       | 31318517 | BW   |
| Reuterkamp 52° 1′ 42″ N, 9° 25′ 58″ O        | G. L. Heuer              | Grabdenkmal       | 31318538 | BW   |

## Lüntorf
Baudenkmale im Ortsteil Lüntorf.

### Baudenkmalgruppe: Ehem. Hofanlage Lüntorfer Straße 47
| Lage                                            | Bezeichnung                         | Beschreibung | ID       | Bild |
| ----------------------------------------------- | ----------------------------------- | ------------ | -------- | ---- |
| 51° 58′ 54″ N, 9° 22′ 18″ O                     | Ehem. Hofanlage Lüntorfer Straße 47 |              | 31305333 | BW   |
| Lüntorfer Straße 45 51° 58′ 54″ N, 9° 22′ 18″ O | Wohnhaus                            |              | 31318686 | BW   |
| Lüntorfer Straße 47 51° 58′ 54″ N, 9° 22′ 18″ O | Wohn-/Wirtschaftsgebäude            |              | 31318664 | BW   |

### Einzelbaudenkmale
| Lage                                                        | Bezeichnung              | Beschreibung | ID       | Bild |
| ----------------------------------------------------------- | ------------------------ | ------------ | -------- | ---- |
| Deitlevser Straße/K 42, km 3,200 51° 59′ 7″ N, 9° 20′ 47″ O | Grenzstein               |              | 31320241 | BW   |
| Deitlevser Straße/K 42, km 3,200 51° 59′ 7″ N, 9° 20′ 47″ O | Grenzstein               |              | 31320072 | BW   |
| Deitlevser Straße/K 42 51° 58′ 53″ N, 9° 20′ 55″ O          | Glockenturm              |              | 31313572 | BW   |
| Försterhofstraße 4 51° 59′ 3″ N, 9° 22′ 29″ O               | Wohn-/Wirtschaftsgebäude |              | 31320294 | BW   |
| Holderstraße 1 51° 58′ 52″ N, 9° 22′ 16″ O                  | Wohn-/Wirtschaftsgebäude |              | 31318559 | BW   |
| Jägerstraße 1 51° 59′ 5″ N, 9° 22′ 21″ O                    | Wohn-/Wirtschaftsgebäude |              | 31318580 | BW   |
| Kirchstraße 51° 59′ 0″ N, 9° 22′ 22″ O                      | Kirche (Bauwerk)         |              | 31318601 | BW   |
| Lüntorfer Straße 29 51° 59′ 6″ N, 9° 22′ 21″ O              | Wohnhaus                 |              | 31318622 | BW   |
| Lüntorfer Straße 44 51° 59′ 0″ N, 9° 22′ 18″ O              | Wohnhaus                 |              | 31318643 | BW   |
| Lüntorfer Straße 58 51° 58′ 51″ N, 9° 22′ 20″ O             | Wohn-/Wirtschaftsgebäude |              | 31318708 | BW   |
| Mönkebergstraße 1 51° 58′ 55″ N, 9° 22′ 15″ O               | Wohn-/Wirtschaftsgebäude |              | 31318729 | BW   |
| Mönkebergstraße 9 51° 58′ 52″ N, 9° 22′ 10″ O               | Scheune                  |              | 31318751 | BW   |
| Mönkebergstraße 11 51° 58′ 51″ N, 9° 22′ 8″ O               | Wohn-/Wirtschaftsgebäude |              | 31318772 | BW   |
| Poststraße 8 51° 59′ 4″ N, 9° 22′ 25″ O                     | Wohnhaus                 |              | 31318793 | BW   |

## Ohr
Baudenkmale im Ortsteil Ohr.

### Baudenkmalgruppe: Hofanlage Gut v. Hake
| Lage                                   | Bezeichnung                     | Beschreibung                                              | ID       | Bild           |
| -------------------------------------- | ------------------------------- | --------------------------------------------------------- | -------- | -------------- |
| 52° 3′ 58″ N, 9° 21′ 11″ O             | Hofanlage Gut v. Hake           | Rittergut Ohr                                             | 31305221 | Weitere Bilder |
| Rittergut 2 52° 4′ 20″ N, 9° 21′ 23″ O | Gedenkstein Georg Adolf v. Hake | Gedenkstein Georg Adolf v. Hake                           | 36033405 |                |
| Rittergut 1 52° 4′ 23″ N, 9° 21′ 21″ O | Ohrbergpark                     | Ohrbergpark. (45 ha, davon ca. 0,5 ha im Ortsteil Hameln) | 31319306 | Weitere Bilder |
| Rittergut 1 52° 3′ 42″ N, 9° 21′ 20″ O | Gärtnerei                       | Nebengebäude                                              | 31318980 | BW             |
| Rittergut 1 52° 3′ 45″ N, 9° 21′ 19″ O | Scheune                         |                                                           | 31319002 | BW             |
| Rittergut 1 52° 3′ 46″ N, 9° 21′ 17″ O | Wirtschaftsgebäude              |                                                           | 31319024 | BW             |
| Rittergut 1 52° 3′ 44″ N, 9° 21′ 17″ O | Wirtschaftsgebäude              |                                                           | 31319046 | BW             |
| Rittergut 1 52° 3′ 44″ N, 9° 21′ 21″ O | Schafstall                      |                                                           | 31319112 | BW             |
| Rittergut 1 52° 3′ 41″ N, 9° 21′ 18″ O | Gärtnerwohnhaus                 | Wohnhaus                                                  | 31319134 | BW             |
| Rittergut 1 52° 3′ 44″ N, 9° 21′ 13″ O | Kapelle (Bauwerk)               | St. Martin                                                | 31319156 | BW             |
| Rittergut 1 52° 3′ 44″ N, 9° 21′ 15″ O | Verwalterhaus                   | Wohnhaus                                                  | 31319178 | BW             |
| Rittergut 1 52° 3′ 46″ N, 9° 21′ 14″ O | Herrenhaus (Bauwerk)            | Herrenhaus, Rittergut Ohr                                 | 31319200 |                |
| Rittergut 1 52° 3′ 45″ N, 9° 21′ 17″ O | Remise                          |                                                           | 31319224 | BW             |
| Rittergut 1 52° 3′ 49″ N, 9° 21′ 20″ O | Pavillon (Bauwerk)              |                                                           | 31319246 | BW             |
| Rittergut 1 52° 3′ 47″ N, 9° 21′ 19″ O | Garten                          |                                                           | 31320262 | BW             |
| Rittergut 1 52° 3′ 44″ N, 9° 21′ 25″ O | Wohnhaus                        |                                                           | 31319268 | BW             |
| Rittergut 1 52° 3′ 41″ N, 9° 21′ 25″ O | Friedhof                        |                                                           | 31319286 | BW             |

### Einzelbaudenkmale
| Lage                                              | Bezeichnung              | Beschreibung | ID       | Bild |
| ------------------------------------------------- | ------------------------ | ------------ | -------- | ---- |
| An der Schäferbreite 4 52° 3′ 42″ N, 9° 21′ 10″ O | Wohnhaus                 |              | 31398798 | BW   |
| Berkeler Straße 1 52° 3′ 44″ N, 9° 21′ 10″ O      | Wohnhaus                 |              | 31318875 | BW   |
| Berkeler Straße 2 52° 3′ 45″ N, 9° 21′ 11″ O      | Wohn-/Wirtschaftsgebäude |              | 31318896 | BW   |
| Berkeler Straße 52° 3′ 44″ N, 9° 21′ 9″ O         | Kriegerdenkmal           |              | 31318856 | BW   |
| Berkeler Straße 5 52° 3′ 44″ N, 9° 21′ 9″ O       | Wohnhaus                 |              | 31318917 | BW   |
| Berkeler Straße 8 52° 3′ 45″ N, 9° 21′ 8″ O       | Wohnhaus                 |              | 31318938 | BW   |
| Berkeler Straße 9 52° 3′ 44″ N, 9° 21′ 6″ O       | Wohn-/Wirtschaftsgebäude |              | 31318959 | BW   |
| Basbergstraße 2 52° 3′ 45″ N, 9° 21′ 1″ O         | Wohn-/Wirtschaftsgebäude |              | 31318835 | BW   |

## Voremberg
Baudenkmale im Ortsteil Voremberg.
| Lage                                         | Bezeichnung              | Beschreibung | ID       | Bild |
| -------------------------------------------- | ------------------------ | ------------ | -------- | ---- |
| Ackerweg 6 52° 4′ 16″ N, 9° 26′ 36″ O        | Schule                   |              | 31319357 | BW   |
| Am Hastebach 5 52° 4′ 16″ N, 9° 27′ 0″ O     | Wohnhaus                 |              | 31319378 | BW   |
| Am Hastebach 10 52° 4′ 14″ N, 9° 27′ 3″ O    | Wohnhaus                 |              | 31319400 | BW   |
| Bisperoder Straße 52° 4′ 19″ N, 9° 26′ 38″ O | Kriegerdenkmal           |              | 31319421 | BW   |
| Bisperoder Straße 52° 4′ 18″ N, 9° 26′ 39″ O | Kapelle (Bauwerk)        |              | 31319442 | BW   |
| Plessenweg 4 52° 4′ 18″ N, 9° 26′ 42″ O      | Wohn-/Wirtschaftsgebäude |              | 31319461 | BW   |

## Welsede
Baudenkmale im Ortsteil Welsede.

### Baudenkmalgruppe: Hofanlage Rittergut v. Stietencron
| Lage                                    | Bezeichnung                        | Beschreibung      | ID       | Bild |
| --------------------------------------- | ---------------------------------- | ----------------- | -------- | ---- |
| 52° 0′ 1″ N, 9° 20′ 28″ O               | Hofanlage Rittergut v. Stietencron |                   | 31305344 | BW   |
| Am Wasser 1 52° 0′ 0″ N, 9° 20′ 31″ O   | Herrenhaus (Bauwerk)               |                   | 31319754 | BW   |
| Am Wasser 7 52° 0′ 0″ N, 9° 20′ 27″ O   | ehem. Bibliothek                   | Wohnhaus          | 31319732 | BW   |
| Am Wasser 7 52° 0′ 1″ N, 9° 20′ 29″ O   | südöstl. Scheune                   | Scheune           | 31319776 | BW   |
| Am Wasser 7 52° 0′ 2″ N, 9° 20′ 27″ O   | Mitteltrakt                        | Torhaus           | 31319798 | BW   |
| Am Wasser 7 52° 0′ 1″ N, 9° 20′ 26″ O   | südwestl. Scheune                  | Scheune/Stall     | 31319820 | BW   |
| Am Wasser 7 52° 0′ 3″ N, 9° 20′ 27″ O   | nordwestl. Scheune                 | Scheune/Stall     | 31319842 | BW   |
| Am Wasser 7 51° 59′ 58″ N, 9° 20′ 26″ O | Gutskapelle                        | Kapelle (Bauwerk) | 31319908 | BW   |
| Am Wasser 7 52° 0′ 4″ N, 9° 20′ 34″ O   | Mauer                              |                   | 31319864 | BW   |

### Einzelbaudenkmale
| Lage                                               | Bezeichnung | Beschreibung | ID       | Bild |
| -------------------------------------------------- | ----------- | ------------ | -------- | ---- |
| Am Wasser 8 51° 59′ 56″ N, 9° 20′ 26″ O            | Wohnhaus    |              | 31319952 | BW   |
| Am Wasser 10 51° 59′ 56″ N, 9° 20′ 27″ O           | Scheune     |              | 31319973 | BW   |
| L 429, km 8,170 / 6,600 51° 59′ 33″ N, 9° 20′ 8″ O | Grenzstein  |              | 31320051 | BW   |